# Kotorsko
Kotorsko är en ort i Bosnien och Hercegovina.   Den ligger i entiteten Republika Srpska, i den centrala delen av landet, 110 km norr om huvudstaden Sarajevo. Kotorsko ligger 176 meter över havet och antalet invånare är 2 298.
Terrängen runt Kotorsko är platt åt nordväst, men åt sydost är den kuperad. Närmaste större samhälle är Doboj, 11,6 km söder om Kotorsko. 
I omgivningarna runt Kotorsko växer i huvudsak lövfällande lövskog. Runt Kotorsko är det ganska tätbefolkat, med 93 invånare per kvadratkilometer.